# ولاية جنوب دارفور

ولاية جنوب دارفور

جنوب دارفور هي واحدة من ولايات السودان، وتعتبر إحدى خمس ولايات ضمن دارفور الكبرى في غرب السودان. مساحتها 127,300 كم مربع تغطي حظيرة الردوم القومية 3.4 مليون فدان [ 10.4% من مساحة الولاية] والغابات 20.6 مليون فدان [63% مساحة الولاية].ويقدر عدد سكانها 2,700,000 لعام (2000).

## الموقع
تقع الولاية في غرب السودان بين خطي طول 15-32 و 45-27 شرقاً وخطي عرض 30-8 و13-13 شمالاً يحدها من الشمال ولاية شمال دارفور ومن الغرب ولاية وسط دارفور وفي الجنوب الغربي جمهورية أفريقيا الوسطى ومن الجنوب ولايتي غرب وشمال بحر الغزال ومن الشرق ولاية شرق دارفور.

## السكان والتركيبة السكانية
حسب نتائج  الإحصاء السكاني للعام 2008م بلغ تعداد سكان ولاية جنوب دارفور 4,069,300 نسمة بنسبة نمو سنوي تعادل (3.48%) حيث يسكن (75%) من جملة السكان بالريف و (20%) منهم بالمدن و (5%) رحل. ومتوسط حجم الأسرة (6.2) شخص. كما يقدر تعداد الأسر الزراعية بحوالي (435000) أسرة. وهي بالتالي الولاية الثانية من حيث عدد السكان بالبلاد. تضم الولاية عدد من المكونات العرقية كما تضم قبائل سلطنة بيقو والادارة الاهلية الخاصة بهم وهي من  أعرق الإدارات الاهلية في دارفور.

## عاصمة الولاية
مدينة نيالا هي عاصمة الولاية. وأهم مدنها برام والردوم وعدالفرسان ورهيد البردي ,تلس ,كاس ,قريضة ,كتيلا ,ام دافوق ,دمسو ,السنطة مشرنج والسلام .
وكل مدينة من هذه المدن تعتبر مركز ثقل لقبيلة، وغالبية سكان هذه الولاية من القبائل الزنجية [بحاجة لمصدر]التي تمارس الزراعة والتجارة أما العربية فنسبتها قليله (البقارة) يمارسون الرعي مع اشتراكهم في التقاليد مع باقي قبائل دارفور جلها. ويعمل سكان الولاية الرعي والزراعة والتجارة، وهي تعتبر من أغني ولايات دارفور الخمس، بل بها مركز نيالا التجاري الذي جعل منها مقصد تجاري هام، وتمارس تجارة الحدود مع جيرانها عبر بوابات الحدود مع تشاد وجمهورية أفريقيا الوسطى وودولة جنوب السودان.

## الطرق والمواصلات

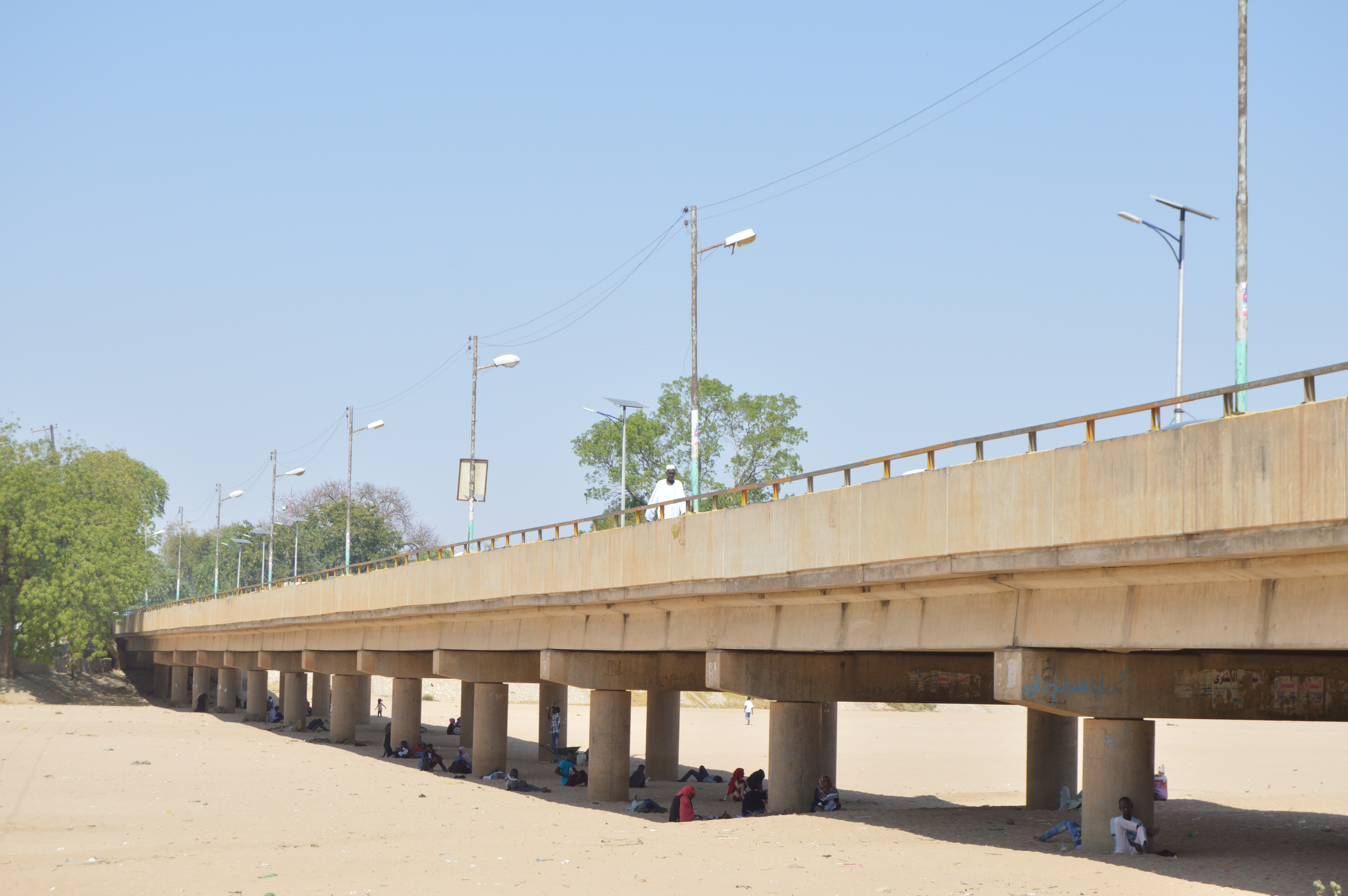
جسر مدنيه نيالا

تربطها بالعاصة الخرطوم خط سكة حديد وكذلك بها مطار جديد ويتعبر من المطارات الدولية ويستقبل رحلات خارجية.
يربطها مع ولاية وسط وغرب دار فور طريق نيالا كاس زالنجى المعبد(المسفلت)طريق نيالا الفاشر المعبد يغطي 90٪ من المسافة بين نيالا والفاشر.

## التعليم
- بها جامعة نيالا. نسبة الأمية بين السكان تتراوح بين 20- 45% [بحاجة لمصدر].
- بها كلية نيالا التقنية تمنح درجة الدبلوم التقني في مجالات الهندسة المختلفة

ايضا بها عدد من الجامعات والكليات الخاصة:
1. كلية دارفور الجامعية
2. كلية الغرب للعلوم والتكنولوجيا
3. كلية السافنا
4. كلية البحير

## الصحة
أكبر مستشفيات بولايه جنوب دارفور هي:
1. مستشفي نيالا التعليمي
2. مستشفي رهيد البردي الكبير
3. مستشفى تلس المرجعي

كما بعاصمة الولاية (مدينة نيالا) عدد من المستشفيات والمستوصفات والمراكز الصحية:
المستشفيات:
1. السلاح الطبي
2. مستشفي الشرطة
3. المستشفي السودانى التركي
4. المستشفي التخصصي

المستوصفات:
1. مستوصف الابرار
2. مستوصف رضا
3. مستوصف يشفين
4. الايادى الخضراء
5. مستوصف شاكرين

## النشاط الإقتصادي
معظم السكان هم من العمال وموظفي دواوين الدولة والقطاع الخاص والبنوك، كما أن هناك شريحة كبيرة من أصحاب الأعمال الذين يعملون في التجارة وشريحة أخرى يمثلها المهاجرون والنازحون تعمل في بعض الأعمال الهامشية، أما سكان الريف فيعملون بالزراعة والرعي ويمدّون المدينة بالخضر والفاكهة والألبان، وهناك أيضاً بعض السكان الذين يسكنون علي ضفاف الوادي ويمارسون صناعة الفخار والطوب .

## النشاط الثقافي
بولاية جنوب دارفور العديد من الثحنات المختلفة والتي تشكل تعدد ثقافي للولاية